# Place du Docteur-Paul-Michaux
La place du Docteur-Paul-Michaux est une voie du 16e arrondissement de Paris, en France.

## Origine du nom

Paul Michaux.

Elle a été nommée en l’honneur de Paul Michaux (1854-1923), médecin, fondateur de la Fédération gymnastique et sportive des patronages de France (FGSPF).

## Historique
La place est créée sur l'emprise d'une partie de l'avenue du Parc-des-Princes et prend sa dénomination actuelle par un arrêté du 21 juillet 1934.